# Walckenaeria crocea
Walckenaeria crocea là một loài nhện trong họ Linyphiidae. Loài này phân bố ở México.